# Waidhofen an der Thaya-Land
Waidhofen an der Thaya-Land là một đô thị thuộc huyện Waidhofen an der Thaya trong bang Niederösterreich, Áo.